# Serguéi Girinis
Serguéi Vladimírovich Girinis (en lituano: Sergejus Girinis, en ruso: Сергей Владимирович Гиринис, 1882-1961), hasta 1919 conocido como Raul Isaakovich Ginzburg (en lituano: Raulas Ginsburgas, en ruso: Рауль Исаакович Гинцбург), fue un revolucionario, periodista y sindicalista soviético. Fue una figura destacada del movimiento obrero en Vilna (Vilnius) en la década de 1910, adhiriéndose a una línea menchevique-internacionalista. Más tarde se unió al Partido Comunista de Lituania. Después de un intercambio de prisioneros, se estableció en Moscú y representó a los sindicatos lituanos en la Internacional Sindical Roja (Profintern). Girinis fue un escritor prolífico, autor de diferentes obras sobre teoría política e historia.

## Primeros años de vida
Raul Ginzburg nació el 10 de abril de 1882 en el pueblo de Prisele (ru), en Roslavlsky Uyezd, Gobernación de Smolensk. Después de graduarse del Gimnasio de Smolesnk (ru) en 1900-1901, Ginzburg pasó a estudiar en el Conservatorio de San Petersburgo. Allí se involucró en el movimiento revolucionario y pronto se vio expulsado del conservatorio.
En 1901 se exilió en Ginebra, Suiza, donde continuó sus estudios. En Ginebra, se hizo amigo de Gueorgui Plejánov, quien se convirtió en una inspiración política clave para Ginzburg. Ginzburg se unió al Partido Obrero Socialdemócrata de Rusia. A principios de 1902, Ginzburg regresó a Rusia (a Róslavl) e introdujo de contrabando literatura marxista ilegal. Fue detenido por las autoridades zaristas en marzo de 1902 por sus actividades políticas. Ginzburg fue exiliado al este de Siberia.
Después de haber pasado casi tres años en Siberia, Ginzburg regresó a su región natal a principios de 1905. Participó en el Grupo Roslavl de Internacionalistas dirigido por el médico zemstvo M. A. Rivkin. Durante la Revolución rusa de 1905, Ginzburg estuvo activo en Briansk y Róslavl. Organizó un sindicato de trabajadores de imprentas en Smolensk. En 1907, comenzó su carrera periodística, como editor del periódico Dneprovskaya Zarya ('Amanecer de Dniepr'). Posteriormente, este periódico fue prohibido por su contenido político.

## Década en Vilna
En 1911, fue expulsado de Smolensk y trasladó su residencia a Vilna. En Vilna, siguió participando en la organización de sindicatos. Trabajó en las oficinas editoriales de Severo-Zapadny Golos ('Voz del Noroeste'), Vechernyaya Gazeta ('Periódico Vespertino') y Veestnik Znaniya (ru) ('Heraldo del Conocimiento'). En 1916, Ginzburg se unió a los Socialdemócratas Unidos (Internacionalistas), una organización que publicaba y agitaba contra las autoridades de ocupación alemanas en Vilna.
Al final emergió como el líder de la organización de Vilna del Partido Obrero Socialdemócrata de Rusia (mencheviques). Durante la primavera de 1918, el grupo de Ginzburg participó en la plataforma socialdemócrata internacionalista unida en Vilna (junto con exmiembros del Partido Socialdemócrata Lituano y la pequeña célula comunista). En los debates con los otros socialdemócratas, Ginzburg pidió la formación de una república democrática lituano-bielorrusa independiente (que cubriera toda Lituania, toda Bielorrusia, incluidas la gobernación de Maguilov y la gobernación de Vitebsk) con su propia asamblea constituyente. Su posición fue duramente criticada por las otras facciones y dejó de asistir a las reuniones conjuntas. Posteriormente, la facción de Ginzburg se reagrupó como el Partido Obrero Socialdemócrata de Lituania y Bielorrusia (internacionalistas). Este partido mantuvo una línea menchevique-internacionalista. Durante el verano de 1918, Ginzburg escapó a Petrogrado para evitar la persecución de las autoridades militares alemanas. En Petrogrado, colaboró con el periódico bolchevique Severnaya Kommuna ('Comuna del Norte').
Cuando el Ejército Rojo se apoderó de Vilna en enero de 1919, Ginzburg regresó a la ciudad. Fue nombrado jefe adjunto del Departamento de Educación de la ciudad, y fue elegido miembro del Sóviet de Delegados Obreros de Vilna. Cuando Vilna fue tomada por las fuerzas polacas, pasó a actividades clandestinas. En un momento de la segunda mitad de 1919, fue capturado por la policía secreta polaca, pero logró escapar del cautiverio.
Girinis-Ginzburg (habiendo adoptado el nombre de 'Girinis' el año anterior) se unió al Partido Comunista de Lituania y Bielorrusia a principios de 1920, junto con algunos otros miembros de su grupo menchevique-internacionalista en Vilna. En abril de 1920, el Partido Comunista lo envió a Kaunas, la capital provisional de la República de Lituania. Entre abril y junio de 1920, se desempeñó como secretario de la Oficina Central de Sindicatos de Lituania. Fue el principal organizador del primer congreso de los sindicatos lituanos celebrado en Kaunas. En julio de 1920 fue detenido por haber organizado una huelga general en la ciudad y juzgado por un tribunal militar.

## En la Rusia soviética
Con el primer intercambio de prisioneros políticos entre la Rusia soviética y Lituania, Girinis fue enviado a la Rusia soviética. Se instaló en Moscú. En junio-julio de 1921, asistió al 3.er Congreso Mundial de la Internacional Comunista como delegado del Partido Comunista de Lituania. Casi al mismo tiempo, en el primer congreso de la Internacional Sindical Roja (Profintern), fue elegido miembro del Consejo Central de Profintern en representación de los sindicatos lituanos. En julio de 1924, Girinis asistió al cuarto congreso del Partido Comunista de Lituania (celebrado en Moscú) como delegado con voto consultivo. El cuarto congreso del partido lo eligió para el Comité Central del partido.
Escribió libros que buscaban popularizar el marxismo-leninismo a un público más amplio. Girinis trabajó en estrecha colaboración con el líder comunista lituano Vincas Mickevičius-Kapsukas. Esta cooperación fue especialmente estrecha en 1926-1927, ya que los dos trabajaron en las secciones bálticas de Profintern (Girinis) y Komintern (Kapsukas).
Durante la década de 1930, Girinis ocupó varios cargos. Continuó al frente de la Sección Báltica de Profintern. Participó activamente en el trabajo del partido en Moscú y Taskent. Pasó algún tiempo estacionado en la oficina de representación soviética en Praga. Trabajó como instructor en el departamento político del Ferrocarril Moscú-Kazan. Continuando con sus actividades periodísticas, se desempeñó como jefe de los departamentos editoriales de los periódicos Pravda, Trybuna Radziecka (pl) y Vechernyaya Moskva.

## Años posteriores
Durante la Segunda Guerra Mundial, Girinis estuvo a cargo de la Oficina de Información de Periódicos del Comité de la Ciudad de Moscú del Partido Comunista de Toda la Unión (bolcheviques). Después de la guerra, Girinis enseñó en escuelas sindicales y del partido (enseñanza de historia y teoría sindical).
Girinis fue un escritor prolífico, autor de varios libros, artículos y folletos. Escribió extensamente sobre la historia de los movimientos obreros y revolucionarios en Lituania en 1918-1921. Entre 1951 y 1954, colaboró con el Instituto de Historia del Partido del Comité Central del Partido Comunista de Lituania, reuniendo materiales de archivo para la historia de los movimientos obreros y de izquierda.
Girinis murió en Moscú el 8 de septiembre de 1961. Le sobrevivió su hija, Olga Sergeevna Rivkina.